# Saint-Priest-la-Prugne
Saint-Priest-la-Prugne là một xã trong tỉnh Loire miền trung nước Pháp.